# Four the Record
Four the Record é o quarto álbum de estúdio da cantora norte-americana Miranda Lambert, lançado a 1 de novembro de 2011 através da RCA Nashville.  O primeiro single do álbum, "Baggage Claim", se tornou a melhor estreia single de Lambert atingindo a 33 posição na Billboard 's Hot Country Songs. Também foi lançada uma versão deluxe do álbum, no qual inclui uma canção bônus e um DVD.

## Lista de faixas
| N.º            | Título                                        | Compositor(es)                                | Duração |  |
| 1.             | "All Kinds of Kinds"                          | Phillip Coleman, Don Henry                    | 4:26    |  |
| 2.             | "Fine Tune"                                   | Natalie Hemby, Luke Laird                     | 4:39    |  |
| 3.             | "Fastest Girl in Town"                        | Miranda Lambert, Angaleena Presley            | 3:20    |  |
| 4.             | "Safe"                                        | Lambert                                       | 4:46    |  |
| 5.             | "Mama's Broken Heart"                         | Brandy Clark, Shane McAnally, Kacey Musgraves | 2:59    |  |
| 6.             | "Dear Diamond"                                | Lambert                                       | 3:49    |  |
| 7.             | "Same Old You"                                | Brandi Carlile                                | 3:05    |  |
| 8.             | "Baggage Claim"                               | Lambert, Hemby, Laird                         | 3:18    |  |
| 9.             | "Easy Living"                                 | Lambert, Scotty Wray                          | 2:45    |  |
| 10.            | "Over You"                                    | Lambert, Blake Shelton                        | 4:15    |  |
| 11.            | "Look at Miss Ohio"                           | David Rawlings, Gillian Welch                 | 4:18    |  |
| 12.            | "Better in the Long Run" (with Blake Shelton) | Charles Kelley, Ashley Monroe, Gordie Sampson | 3:34    |  |
| 13.            | "Nobody's Fool"                               | Chris Stapleton                               | 3:43    |  |
| 14.            | "Oklahoma Sky"                                | Allison Moorer                                | 4:46    |  |
| Duração total: | Duração total:                                | Duração total:                                | 53:47   |  |

| Deluxe Edition |                                |                                   |         |  |
| N.º            | Título                         | Compositor(es)                    | Duração |  |
| 15.            | "Hurts to Think" (Bonus Track) | Lambert, Hemby, Jessica Bendinger | 2:55    |  |
| Duração total: | Duração total:                 | Duração total:                    | 56:37   |  |

## Desempenho nas tabelas musicais

### Posições
| Tabela musical (2014)                     | Melhor posição |
| ----------------------------------------- | -------------- |
| Austrália - ARIA Albums Chart             | 11             |
| Canadá - Canadian Albums                  | 12             |
| Reino Unido - UK Country Albums Chart     | 5              |
| Estados Unidos - Billboard 200            | 3              |
| Estados Unidos - Billboard Country Albums | 1              |

### Certificações
| País           | Provedor | Certificação |
| -------------- | -------- | ------------ |
| Estados Unidos | RIAA     | Platina      |